# La Cravate
La Cravate (també conegut com Les têtes interverties) és un curtmetratge francés dirigit per Saul Gilbert, Alejandro Jodorowsky i Ruth Michelly, estrenat el 1957.
El curt és l'adaptació d'una novel·la de Thomas Mann, The Transposed Heads: A Legend of India, centrada en una venedora parisenca que viu intercanviant caps humans. Va ser el primer treball de Jodorowsky com a director i es va considerar perdut fins que el 2007 es va trobar una còpia de l'original a Alemanya. El curt es va filmar amb colors vius, usant la mímica i sense diàlegs.

## Argument
El curt comença amb una primera escena on es veu un home, pàl·lid i vestit de negre, en un tàndem però amb un sol ocupant. Mira amb expressió de menyspreu al protagonista, probablement un poeta. L'home menysprea el poeta, però també ho enveja per la seva personalitat i els seus aires d'home lliure: va vestit de colors i es posa la corbata a la seva manera. Caminant pel carrer el poeta ensopega amb un altre home, rígid, com la mort mateixa, que encarna la fúria, un lluitador que ja no pot ni amb ell mateix. El poeta ensopega amb aquest personatge i aquest es molesta i li desfà la corbata. El poeta s'indigna.
A continuació es veu una botiga on qualsevol persona pot canviar el seu cap per un altre més del seu gust. Els caps estan enroscats al cos i es poden descargolar i canviar-se. El poeta i el lluitador que li ha molestat entren junts a la botiga. El poeta observa amb pànic com el lluitador es canvia el cap i decideix no canviar-se mai el cap.
Després, el poeta visita a la seva estimada i li porta una flor de paper que ha agafat a la botiga. La seva estimada és un personatge egoista i desagradable que sempre menja caramels que té tirats per terra. Ella recolzada còmodament en un divan rep al poeta, però menysprea el seu regal. Al terra hi ha caramels i restes d'altres regals que també ha menyspreat i fet trossos. En veure que la flor de paper no li agrada, el poeta busca un carmelo per terra per donar-li, esperant així, obtenir, almenys, un petit somriure de la seva estimada. Veure-la feliç és la única cosa que desitja. Amb aquest propòsit, canvia d'idea i, ara sí, decideix canviar-se el cap.
La propietària de la botiga de caps rep una vegada i una altra al poeta, que busca un cap que complagui la seva nòvia, però no ho aconsegueix. Al final s'acaba posant-se el cap amb la cara del lluitador que l'havia agredit.
Després d'un temps, el poeta vol recuperar el seu cap original, ja que cap de les seves cares noves ha pogut conquerir l'amor de la seva xicota egoista i desagradable. Així, torna a pel cap que tenia al començar el curt. Ocorre que la botiga ja no és una botiga de caps. L'antiga propietària ha venut la botiga a un comerciant de barrets, que resulta ser l'home vestit de negre del principi del curt. Ara té un negoci propi i una dona, que l'acompanya en el tàndem i ja no va mai més sol. El poeta busca i busca i rebusca el seu cap a la nova botiga de barrets, però no el troba. Mentre el venedor de barrets li va provant tota la seva col·lecció. El poeta no ha anat a comprar barrets així que no li fa cas. Quan el poeta surt de la botiga, el venedor de barrets desinfecta tots els barrets que el poeta s'ha provat.
La dona que canvia els caps ha guardat amorosament el cap del poeta a casa seva. Ho ha posat en un altar, sobre el foc de la xemeneia, per tenir algú que tingui cura dels seus somnis. El cap no té ni idea que el seu cos el busca. Pensa que s'ha perdut i que ara és propietat d'una altra persona que l'ha adoptat. Així que es lliura a aquesta dona que té cura d'ell i el protegeix amb una campana de vidre.
Mentrestant, el cos del poeta, encara amb el cap del lluitador, cerca als carrers, per les escombraries i per tot arreu el seu primer cap. Finalment, el poeta troba a la venedora de caps, qui s'arrisca a reinstalar-li el seu antic cap. Podria ser que el cos del poeta després de recuperar el cap original abandonés a la venedora. Afortunadament no és així, el cap ara estima a qui l'havia estat cuidant i convenç al cos per quedar-se amb la dona. Acaba el curt amb una escena del poeta i la venedora de caps abraçats.

## Repartiment
El repartiment incloïa a Alejandro Jodorowsky, en el seu primer paper protagonista, a més del popular humorista surrealista belga Raymond Devos entre els actors secundaris. Els principals interprets que apareixen a la filmació són,
- Denise Brossot, en el paper de venedora de caps.
- Rolande Polya.
- Alejandro Jodorowsky, en el paper del poeta.
- Saul Gilbert
- Raymond Devos, en el paper del lluitador.
- Jean Marie Proslier
- Margot Looyola
- Michel Orphelin
- Jean Claude Sergent
- Francois Parrot
- Theo Lesoualch

## Producció
El curt, de poc més de 20 minuts de duració, va ser codirigit per Saul Gilbert, Alejandro Jodorowsky i Ruth Michelly. El guió y la fotografia van ser responsabilitat de Jodorowsky i la companyia de Saul Gilbert es va ocupar de la producció. l'acció se situa a París, tot i que totes les escenes del curt estan rodades a l'interior on els carrers, les cases i tota l'escenografia va estar dissenyada i construïda en cartó, amb l'objectiu d'aconseguir la sensació d'una il·lusió efímera i fràgil i, a la vegada, una estètica molt teatral. La música del curtmetratge va ser creada pel compositor romanès, i també actor, Edgar Bischoff.

## Crítica
La singularitat del curtmetratge il·lustra molt bé l’originalitat i la imaginació del jove Alejandro Jodorowsky i és coherent amb les pel·lícules posteriors del director. Segons Paul Gallagher de Dangerous Minds, el missatge moral de la pel·lícula és que abans de perdre el cap per un amor no correspost, és millor trobar algú que t'estimi tal com ets. La pel·lícula és «una primera obra estranya, divertida, encantadora i impressionant».

## Anecdotari
- La corbata del protagonista té un paper descriptiu en el curt i va prenent diferents formes a mesura que avança el relat.
- El 1957, poc després de l'estrena del curtmetratge al Festival de Cinema d'Autor de Roma, totes les còpies de la pel·lícula van desaparèixer, presumptament perdudes, fins al redescobriment d'una còpia en el domicili particular d'un alemany el 2006.[2]